# 班克坦
班克坦（法語：Baincthun，法語發音：[bɛ̃ktœ̃]）是法国上法蘭西大區加来海峡省的一个市镇，属于滨海布洛涅区。

## 地理
班克坦（50°42'36"N, 1°40'49"E）面积26.69 平方千米，位于法国上法蘭西大區加来海峡省，该省份为法国北部沿海省份，西北濒北海，南至索姆省，东临北部省。
与班克坦接壤的市镇（或旧市镇、城区）包括：拉卡佩勒莱布洛涅、伊斯克、凯斯特雷克、圣马丹布洛涅、维尔维涅、贝勒布吕讷、卡尔利、克雷马雷、埃尚冈、埃丹拉贝。

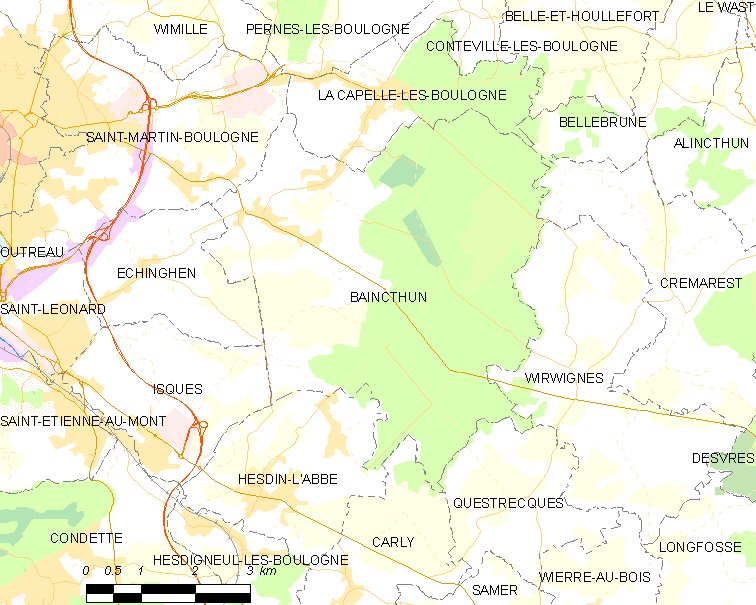
班克坦的OSM定位图

班克坦的时区为UTC+01:00、UTC+02:00（夏令时）。

## 行政
班克坦的邮政编码为62360，INSEE市镇编码为62075。

## 政治
班克坦所属的省级选区为滨海布洛涅第二县。

## 人口

1962-2008年间班克坦人口变化图示

班克坦于2022年1月1日时的人口数量为1321人。